# Пронино (озеро, Свердловская область)
Про́нино — малое озеро на Среднем Урале, в Невьянском районе Свердловской области.

## География
Озеро Пронино находится в глухой лесистой местности, посреди Глуховского болота. Приблизительно в 2 километрах к западу от озера с юга на север протекает река Шайтан, к бассейну которой принадлежат озёра и болота в данной местности. Заболоченную местность окружает сосново-берёзовый лес.
Площадь озера Пронино — 0,075 км². Озеро вытянуто с северо-северо-востока на юго-юго-юго-запад примерно на 600 метров. Водоём  имеет форму замочной скважины — северо-восточная его часть имеет округлую форму, от которой тянется узкая водная гладь.
Озеро Пронино весьма труднодоступно. Подобраться к его берегу можно либо пешком, либо на транспорте повышенной проходимости. Приблизительно в 3,5 км к западу от озера с юга на север пролегает Серовский тракт — автодорога направлением Екатеринбург — Нижний Тагил — Серов. От Серовского тракта в сторону озера ведёт лесная тропа. Ближайшие к озеру населённые пункты — посёлки Таватуй и Верх-Нейвинский — расположены приблизительно в 8 и 12 километрах от озера по прямой соответственно.